# Érick Gutiérrez
Érick Gabriel Gutiérrez Galaviz (Ahome, 15 giugno 1995) è un calciatore messicano, centrocampista del Guadalajara e della nazionale messicana.

## Carriera

### Club
Dal 2013 al 2018 ha giocato nel campionato messicano, dove ha vestito solamente la maglia del Pachuca.
Il 30 agosto 2018 approda nel calcio europeo firmando in Olanda con il PSV Eindhoven, dove raggiunge il connazionale, amico ed ex compagno di squadra (tra il 2014 e il 2017 esattamente) al Pachuca oltre che compagno nelle avventure in nazionale Hirving Lozano. Il 3 luglio 2023, dopo 5 stagioni con la maglia biancorossa, approda al Guadalajara.

### Nazionale
È stato convocato per le Olimpiadi nel 2016. Il 7 agosto 2016 realizza 4 gol contro le Figi (partita vinta per 5-1 dalla sua nazionale).
Debutta lo stesso anno con la nazionale maggiore, con cui poi disputerà la Gold Cup 2017 e i Mondiali 2018; per disputare quest'ultima competizione ha rimpiazzato il 14 giugno (pochi giorni prima del debutto della sua squadra contro la Germania) l'infortunato Diego Reyes.

## Statistiche

### Presenze e reti nei club
Statistiche aggiornate al 3 luglio 2023.
| Stagione        | Squadra         | Campionato      | Campionato | Campionato | Coppe nazionali | Coppe nazionali | Coppe nazionali | Coppe continentali | Coppe continentali | Coppe continentali | Altre coppe | Altre coppe | Altre coppe | Totale | Totale |
| Stagione        | Squadra         | Comp            | Pres       | Reti       | Comp            | Pres            | Reti            | Comp               | Pres               | Reti               | Comp        | Pres        | Reti        | Pres   | Reti   |
| --------------- | --------------- | --------------- | ---------- | ---------- | --------------- | --------------- | --------------- | ------------------ | ------------------ | ------------------ | ----------- | ----------- | ----------- | ------ | ------ |
| 2013-2014       | Pachuca         | PD              | 11         | 0          | CM              | 7               | 0               | -                  | -                  | -                  | -           | -           | -           | 18     | 0      |
| 2014-2015       | Pachuca         | PD              | 34         | 6          | CM              | 0               | 0               | CCL                | 6                  | 3                  | -           | -           | -           | 40     | 9      |
| 2015-2016       | Pachuca         | PD              | 34         | 3          | CM              | 7               | 0               | -                  | -                  | -                  | CdC         | 1           | 0           | 42     | 3      |
| 2016-2017       | Pachuca         | PD              | 29         | 1          | CM              | 0               | 0               | CCL                | 8                  | 2                  | -           | -           | -           | 37     | 3      |
| 2017-2018       | Pachuca         | PD              | 30         | 5          | CM              | 3               | 1               | -                  | -                  | -                  | -           | -           | -           | 33     | 6      |
| 2018-ago.2018   | Pachuca         | PD              | 6          | 2          | CM              | 2               | 0               | -                  | -                  | -                  | -           | -           | -           | 8      | 2      |
| Totale Pachuca  | Totale Pachuca  | Totale Pachuca  | 144        | 17         |                 | 19              | 1               |                    | 14                 | 5                  |             | 1           | 0           | 178    | 23     |
| ago.2018-2019   | PSV             | ED              | 16         | 3          | CO              | 2               | 1               | UCL                | 4                  | 0                  | -           | -           | -           | 22     | 4      |
| 2019-2020       | PSV             | ED              | 15         | 1          | CO              | 0               | 0               | UCL+UEL            | 2+8                | 0+0                | JCS         | 1           | 0           | 26     | 1      |
| 2020-2021       | PSV             | ED              | 8          | 0          | CO              | 1               | 0               | UEL                | 1                  | 0                  | -           | -           | -           | 10     | 0      |
| 2021-2022       | PSV             | ED              | 25         | 1          | CO              | 5               | 1               | UEL+UECL           | 4+5                | 0+0                | -           | -           | -           | 39     | 2      |
| 2022-2023       | PSV             | ED              | 30         | 2          | CO              | 4               | 1               | UCL+UEL            | 4+5                | 1+1                | JCS         | 1           | 0           | 44     | 5      |
| Totale PSV      | Totale PSV      | Totale PSV      | 94         | 7          |                 | 12              | 3               |                    | 33                 | 2                  |             | 2           | 0           | 141    | 12     |
| Totale carriera | Totale carriera | Totale carriera | 238        | 24         |                 | 31              | 4               |                    | 47                 | 7                  |             | 3           | 0           | 319    | 35     |

### Cronologia presenze e reti in nazionale
| Cronologia completa delle presenze e delle reti in nazionale ― Messico | Cronologia completa delle presenze e delle reti in nazionale ― Messico | Cronologia completa delle presenze e delle reti in nazionale ― Messico | Cronologia completa delle presenze e delle reti in nazionale ― Messico | Cronologia completa delle presenze e delle reti in nazionale ― Messico | Cronologia completa delle presenze e delle reti in nazionale ― Messico | Cronologia completa delle presenze e delle reti in nazionale ― Messico | Cronologia completa delle presenze e delle reti in nazionale ― Messico |
| Data                                                                   | Città                                                                  | In casa                                                                | Risultato                                                              | Ospiti                                                                 | Competizione                                                           | Reti                                                                   | Note                                                                   |
| ---------------------------------------------------------------------- | ---------------------------------------------------------------------- | ---------------------------------------------------------------------- | ---------------------------------------------------------------------- | ---------------------------------------------------------------------- | ---------------------------------------------------------------------- | ---------------------------------------------------------------------- | ---------------------------------------------------------------------- |
| 12-10-2016                                                             | Bridgeview                                                             | Messico                                                                | 1 – 0                                                                  | Panama                                                                 | Amichevole                                                             | -                                                                      | 60’                                                                    |
| 28-5-2017                                                              | Los Angeles                                                            | Messico                                                                | 1 – 2                                                                  | Croazia                                                                | Amichevole                                                             | -                                                                      | 46’                                                                    |
| 29-6-2017                                                              | Houston                                                                | Messico                                                                | 1 – 1                                                                  | Ghana                                                                  | Amichevole                                                             | -                                                                      | 59’                                                                    |
| 2-7-2017                                                               | Seattle                                                                | Messico                                                                | 2 – 1                                                                  | Paraguay                                                               | Amichevole                                                             | -                                                                      | 61’                                                                    |
| 10-7-2017                                                              | San Diego                                                              | Messico                                                                | 3 – 1                                                                  | El Salvador                                                            | Gold Cup 2017 - 1º turno                                               | -                                                                      | 70’                                                                    |
| 14-7-2017                                                              | Denver                                                                 | Messico                                                                | 0 – 0                                                                  | Giamaica                                                               | Gold Cup 2017 - 1º turno                                               | -                                                                      | 76’                                                                    |
| 17-7-2017                                                              | San Antonio                                                            | Curaçao                                                                | 0 – 2                                                                  | Messico                                                                | Gold Cup 2017 - 1º turno                                               | -                                                                      | cap.                                                                   |
| 24-7-2017                                                              | Pasadena                                                               | Messico                                                                | 0 – 1                                                                  | Giamaica                                                               | Gold Cup 2017 - Semifinale                                             | -                                                                      | 59’                                                                    |
| 29-5-2018                                                              | Pasadena                                                               | Messico                                                                | 0 – 0                                                                  | Galles                                                                 | Amichevole                                                             | -                                                                      | 71’ 74’                                                                |
| 7-9-2018                                                               | Los Angeles                                                            | Messico                                                                | 1 – 4                                                                  | Uruguay                                                                | Amichevole                                                             | -                                                                      | 60’                                                                    |
| 17-10-2018                                                             | Santiago de Querétaro                                                  | Messico                                                                | 0 – 1                                                                  | Cile                                                                   | Amichevole                                                             | -                                                                      |                                                                        |
| 16-11-2018                                                             | Córdoba                                                                | Argentina                                                              | 2 – 0                                                                  | Messico                                                                | Amichevole                                                             | -                                                                      | 74’                                                                    |
| 21-11-2018                                                             | Mendoza                                                                | Argentina                                                              | 2 – 0                                                                  | Messico                                                                | Amichevole                                                             | -                                                                      | 46’                                                                    |
| 23-3-2019                                                              | San Diego                                                              | Messico                                                                | 3 – 1                                                                  | Cile                                                                   | Amichevole                                                             | -                                                                      | 75’                                                                    |
| 27-3-2019                                                              | Santa Clara                                                            | Messico                                                                | 4 – 2                                                                  | Paraguay                                                               | Amichevole                                                             | -                                                                      | 29’ 78’                                                                |
| 6-6-2019                                                               | Atlanta                                                                | Messico                                                                | 3 – 1                                                                  | Venezuela                                                              | Amichevole                                                             | -                                                                      | 43’ 68’                                                                |
| 19-6-2019                                                              | Denver                                                                 | Messico                                                                | 3 – 1                                                                  | Canada                                                                 | Gold Cup 2019 - 1º turno                                               | -                                                                      | 37’                                                                    |
| 6-9-2019                                                               | East Rutherford                                                        | Stati Uniti                                                            | 0 – 3                                                                  | Messico                                                                | Amichevole                                                             | 1                                                                      | 77’                                                                    |
| 16-11-2019                                                             | Panama                                                                 | Panama                                                                 | 0 – 3                                                                  | Messico                                                                | CONCACAF Nations League 2019-2020 - 2º turno                           | -                                                                      |                                                                        |
| 30-3-2021                                                              | Wiener Neustadt                                                        | Costa Rica                                                             | 0 – 1                                                                  | Messico                                                                | Amichevole                                                             | -                                                                      |                                                                        |
| 12-6-2021                                                              | Atlanta                                                                | Messico                                                                | 0 – 0                                                                  | Honduras                                                               | Amichevole                                                             | -                                                                      | 66’                                                                    |
| 4-7-2021                                                               | Los Angeles                                                            | Messico                                                                | 4 – 0                                                                  | Nigeria                                                                | Amichevole                                                             | -                                                                      | 81’                                                                    |
| 10-7-2021                                                              | Arlington                                                              | Messico                                                                | 0 – 0                                                                  | Trinidad e Tobago                                                      | Gold Cup 2021 - 1º turno                                               | -                                                                      |                                                                        |
| 14-7-2021                                                              | Dallas                                                                 | Guatemala                                                              | 0 – 3                                                                  | Messico                                                                | Gold Cup 2021 - 1º turno                                               | -                                                                      | 68’                                                                    |
| 18-7-2021                                                              | Dallas                                                                 | Messico                                                                | 1 – 0                                                                  | El Salvador                                                            | Gold Cup 2021 - 1º turno                                               | -                                                                      | 56’                                                                    |
| 24-7-2021                                                              | Glendale                                                               | Messico                                                                | 3 – 0                                                                  | Honduras                                                               | Gold Cup 2021 - Quarti di finale                                       | -                                                                      | 73’                                                                    |
| 30-7-2021                                                              | Houston                                                                | Messico                                                                | 2 – 1                                                                  | Canada                                                                 | Gold Cup 2021 - Semifinale                                             | -                                                                      | 61’ 68’                                                                |
| 1-8-2021                                                               | Paradise                                                               | Stati Uniti                                                            | 1 – 0                                                                  | Messico                                                                | Gold Cup 2021 - Finale                                                 | -                                                                      | 76’                                                                    |
| 24-3-2022                                                              | Città del Messico                                                      | Messico                                                                | 0 – 0                                                                  | Stati Uniti                                                            | Qual. Mondiali 2022                                                    | -                                                                      | 79’                                                                    |
| 27-3-2022                                                              | San Pedro Sula                                                         | Honduras                                                               | 0 – 1                                                                  | Messico                                                                | Qual. Mondiali 2022                                                    | -                                                                      | 81’                                                                    |
| 30-3-2022                                                              | Città del Messico                                                      | Messico                                                                | 2 – 0                                                                  | El Salvador                                                            | Qual. Mondiali 2022                                                    | -                                                                      | 90+1’                                                                  |
| 28-5-2022                                                              | Arlington                                                              | Messico                                                                | 2 – 1                                                                  | Nigeria                                                                | Amichevole                                                             | -                                                                      | 66’                                                                    |
| 2-6-2022                                                               | Glendale                                                               | Messico                                                                | 0 – 3                                                                  | Uruguay                                                                | Amichevole                                                             | -                                                                      | 58’                                                                    |
| 28-9-2022                                                              | Santa Clara                                                            | Messico                                                                | 2 – 3                                                                  | Colombia                                                               | Amichevole                                                             | -                                                                      | 77’                                                                    |
| 26-11-2022                                                             | Lusail                                                                 | Argentina                                                              | 2 – 0                                                                  | Messico                                                                | Mondiali 2022 - 1º turno                                               | -                                                                      | 42’ 50’                                                                |
| 23-3-2023                                                              | Paramaribo                                                             | Suriname                                                               | 0 – 2                                                                  | Messico                                                                | CONCACAF Nations League 2022-2023 - 1º turno                           | -                                                                      |                                                                        |
| Totale                                                                 |                                                                        | Presenze                                                               | 36                                                                     |                                                                        | Reti                                                                   | 1                                                                      |                                                                        |

## Palmarès

### Club

#### Competizioni nazionali
- Campionato messicano: 1

Pachuca: Clausura 2016
- Supercoppa dei Paesi Bassi: 2

PSV: 2021, 2022
- Coppa dei Paesi Bassi: 2

PSV: 2021-2022, 2022-2023

#### Competizioni internazionali
- CONCACAF Champions League: 1

Pachuca: 2016-2017

### Nazionale
- Gold Cup: 1

2019